# Спілка литовських народовців
Спілка литовських народовців (лит. Lietuvių tautininkų sąjunga) — націоналістична права політична партія в Литві.
Заснована в 1924 після об'єднання Партії національного прогресу і Союзу литовських фермерів. Спілка була правлячою партією Литви з моменту військового перевороту в Литві в грудні 1926 і до окупації балтійських країн совєцькими військами у червні 1940. Партія була відновлена після проголошення Литвою незалежності в 1990.

## Передісторія
Історія Спілки литовських народовців бере початок наприкінці XIX століття, коли почала виходити газета «Дзвін» (лит. Varpas).
Після закриття газети Антанас Смятона і Юозас Тумас, що співпрацювали з нею, почали видавати газету «Надія» (лит. Viltis).
У 1916 в Петрограді Юозас Тумас став одним із засновників Партії національного прогресу (лит. Tautos pažangos partija, TNP).
Члени партії брали активну участь у проголошенні незалежності Литви восени 1917.
Першим президентом Литви став Антанас Смятона, а першим прем'єр-міністром — Аугустінас Вольдемарас, обидва члени Партії національного прогресу.
Але литовці не оцінили заслуг прогресистів. На виборах до Литовського установчого сейму у квітні 1920 партія набрала всього 4 288 голосів (0,6 %), не зумівши завоювати жодного місця в парламенті. На виборах до Сейму в 1922 Партія національного прогресу виступила краще, отримавши 14 131 голосів (1,7 %), але знову залишилася без мандатів. Під час виборів 1923 року прогресисти погіршили свої показники, набравши всього 10 568 голосів (1,2 %).

## 1924—1940
17 —19 серпня 1924 пройшла об'єднавча конференція Партії національного прогресу і Спілки литовських фермерів (лит. Lietuvos žemdirbių sąjunga), на якій було прийнято рішення створити нову партію — Спілку литовських народовців. Своєю назвою засновники партії хотіли продемонструвати бажання створити нову політичну силу, яка замість того, аби розділяти людей (з латини слово партія означає «частина») об'єднає литовську націю, ставлячи національні інтереси вище конфесійних і класових.
Нова партія не користувалася великою підтримкою населення і в травні 1926 на парламентських виборах їй вдалося завоювати лише три місця в парламенті з 85.
Проте, її лідери Антанас Смєтона і Аугустінас Вольдемарас були впливовими політиками. Партія дотримувалася ідей консерватизму та націоналізму, виступаючи за сильну армію і сильного лідера на чолі Литви.
Навесні 1926 новий уряд вперше в історії Литви сформували ліві партії — Литовська селянська народна спілка і Литовська соціал-демократична партія.
У грудні 1926 військові, які побоювалися посилення лівих сил, скинули демократично обраний уряд і запропонували Смятоні стати новим президентом Литви, а Вольдемарасу — новим прем'єр-міністром. Націоналісти сформували новий уряд за участю християнських демократів. Проте, відносини між двома партіями незабаром стали напруженими, так як християнські демократи вважали переворот тимчасовим заходом і хотіли провести нові вибори до Сейму.
У 1927 року Смятона розпустив Сейм і у травні християнські демократи вийшли з уряду, а пізніше були заборонені. Націоналісти залишалися єдиною правлячою партією ще 13 років.
Незважаючи на симпатії і контакти з режимом Муссоліні, литовські народовці в 1932 засудили фашизм і дистанціювалися від фашистів.
Не схвалювали литовські націоналісти і німецький націонал-соціалізм, багато в чому через німецькі пронацистські організації Мемельського краю, які ставили за мету відокремлення від Литви Мемельланду і його возз'єднання з Німеччиною.
У 1937 уряд литовських націоналістів провів перший в Європі антинацистський судовий процес.
У 1940 Литва була окупована совєцькими військами, Спілка литовських народовців була заборонена, а велика частина її членів емігрувала або була репресована.

## Після 1989 року
14 березня 1989 Рімантас Матуліс, керівник клубу народної пісні "Raskila", оголосив про відродження Спілки литовських народовців.
23 лютого 1990 Уряд Литви зареєстрував Спілку як політичну партію.
У вересні 1990 року головою спілки був обраний далекий родич А. Смятони — Рімантас Смятона.
29 жовтня 1990 кілька депутатів Сейму Литви, обраних від Саюдіса, утворили Фракцію націоналістів (лит. Tautininkų frakciją).
Після того як Спілка литовських народовців була відновлена, вона не грала великої ролі в литовській політиці.
На виборах до Сейму в 1992 Спілка литовських народовців, виступаючи в союзі з Партією незалежності і Литовською спілкою фермерів, отримала 36 916 голосів (1,99 %), не зумівши подолати чотирьохвідсотковий прохідний бар'єр. По округах партії вдалося провести 3 своїх представників д Сейму. На муніципальних виборах 25 березня 1995 народовці отримали 49 місць.
У виборах до Сейму в 1996 народовці взяли участь в коаліції з Демократичною партією Литви, отримавши 28 744 голоси (2,09 %) і знов не подолали прохідний бар'єр. В округах Спілка зуміла здобути лише одну перемогу, добившись обрання до парламенту свого лідера Рімантаса Смятони. На виборах до муніципальних рад 23 березня 1997 за кандидатів націоналістів проголосували 169 822 виборців, що дозволило обрати 23 депутати, двоє з яких стали мерами.
На виборах до муніципальних рад в березні 2000 народовцям вдалося отримати 13 мандатів і домогтися переобрання одного з двох своїх мерів.
У виборах в жовтні того ж року націоналісти брали участь разом з Лігою свободи Литви. Зібравши всього 12 884 голосів (0,88 %), партія провалилася і в одномандатних округах, залишившись без представництва в парламенті.
22 грудня 2002 народовцям вдалося поліпшити свої показники на виборах до муніципальних рад, завоювавши 14 мандатів.
Вибори до Сейму в жовтні 2004 стали для Спілки націоналістів найневдалішими в її історії. Партія набрала всього 2482 голоси (0,21 %), не досягнувши успіху також і по мажоритарних округах. Провальними стали для народовців і муніципальні вибори 2007, на яких вони взяли всього 3 місця.
11 березня 2008 Спілка литовських народовців увійшла до «Союз вітчизни», утворивши всередині союзу фракцію націоналістів. Завдяки цьому народовці змогли повернутися до Сейму.
У 2008 за списком Союзу вітчизни були обрані два представники Спілки литовських народовців — Казимерас Уока і Гинтарас Сонгайла. Втім альянс з консерваторами виявився недовгим: вже у 2011 народовці оголосили про відновлення партії.
Починаючи з 14 січня 2017 лідером і головою партії є Сакалас Городецкис.